# 幻想曲 (肖邦)

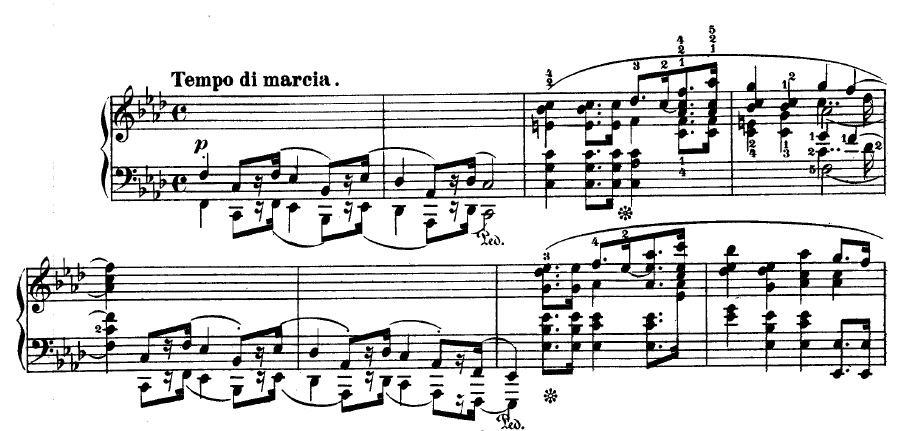
開首部分的樂譜

f小调幻想曲，Op. 49為蕭邦一首單樂章幻想曲，於1841年創作。蕭邦採用此名稱是希望展示此曲自由的形式和浪漫性質。

## 結構
樂曲首先以進行曲節奏（Tempo di marcia）開始，4/4拍，F小調，旋律較為沉重；後來轉入2/2拍，速度亦加快（poco a poco doppio movimento），樂曲進入一連串三連音的樂句，並於這些樂句之間呈現不同的主題。樂曲轉作延綿的緩板（Lento sostenuto），3/4拍，B大調，為眾讚歌般的緩慢樂段；不久後回復原來速度，調性轉為降B小調及4/4拍，接近尾聲時短暫地進入3/4拍、延綿的慢板，其後轉到2/2拍、甚快板（Allegro assai）並在最後以降A大調調性終結。

## 外部連結
- 幻想曲，Op. 49：国际乐谱典藏计划上的乐谱
- Cecile Licad的演奏錄音，来自伊莎贝拉嘉纳艺术博物馆